# Pedro Spadaro
Pedro Carmelo Spadaro Philipps (Lima, 16 de mayo de 1977) es un abogado y político peruano. Es el actual alcalde de la ciudad del Callao desde el 1 de enero del 2023, siendo elegido en las elecciones municipales del 2022 para el periodo 2023-2026. Fue también alcalde del distrito de Ventanilla de 2019 a 2022 y congresista de la república en el periodo 2011-2016.

## Biografía
Pedro Spadaro nació en el distrito de San Isidro, ubicado en la ciudad de Lima, el 16 de mayo de 1977. Es hijo de Pedro Spadaro Yaya, exalcalde del distrito de Calango, y de Gladys Philipps Otero.
Realizó sus estudios primarios y secundarios en el Colegio Nuestra Señora del Carmen del en el barrio de San Antonio, ubicado en el distrito de Miraflores. Luego estudió la carrera de Derecho en la Universidad de San Martín de Porres, donde se graduó como abogado en el año 2000. También realizó un curso de especialización en gestión municipal en el Colegio de Abogados de Lima en el año 2001 y cursó parte de una maestría en la Universidad de Piura. Asimismo, realizó una maestría en Gestión Pública en la Universidad del Pacífico.

## Trayectoria
Como político, Pedro Spadaro incursionó cuando en las elecciones municipales del año 2002 postuló sin éxito como regidor del distrito de La Perla por el Movimiento Independiente La Perla. Entre 2004 y 2006, Spadaro fue gerente general y asesor del Gobierno Regional del Callao, cuando esta era presidida por Rogelio Canches.
En las elecciones municipales del año 2006 y en las elecciones del año 2010, Spadaro fue candidato a la alcaldía del distrito de Ventanilla por el Movimiento Amplio Regional Callao (Mar Callao), partido fundado y dirigido por Canches, y en la segunda por el movimiento Mi Callao, en ambas ocasiones no resultó elegido.

### Congresista de la República
En el año 2010, Pedro Spadaro formó alianza con Fuerza 2011, partido político fundado por Keiko Fujimori para participar en las elecciones generales del año 2011. Spadaro postuló al Congreso de la República con el número 2 de la lista por el Callao y logró resultar elegido como congresista de la república con 26,356 votos, siendo luego juramentado ante la Junta Preparatoria para el periodo parlamentario 2011-2016.
En su gestión, Spadaro integró las comisiones de Transportes, Fiscalización y fue vicepresidente del Comisión de Justicia. Integró también la Comisión especial que investigaba el caso de Rodolfo Orellana y fue vocero de la bancada de Fuerza Popular.
Spadaro también se caracterizó por ser crítico de la gestión municipal de Susana Villarán (2011-2014), alegando que se usaba mal los recursos del Estado.
Culminando su gestión, Spadaro decidió no postular a la reelección y se dedicó a apoyar a Keiko Fujimori en su candidatura presidencial durante las elecciones generales del año 2016.

### Alcalde de Ventanilla
En las elecciones municipales del año 2018, Pedro Spadaro decidió postular nuevamente a la alcaldía del distrito de Ventanilla por el Movimiento Regional "Fuerza Chalaca" y logró resultar elegido como alcalde para el lapso 2019-2022.
En su gestión como alcalde distrital, tuvo como objetivo la limpieza del derrame de petróleo ocurrido en los mares de Ventanilla por parte de la empresa Repsol.

### Alcalde del Callao
Ante el término de su periodo como alcalde de Ventanilla, Pedro Spadaro decidió postular a la alcaldía de la provincia del Callao en las elecciones municipales del año 2022 por “Contigo Callao”, movimiento regional fundado por él mismo en el año 2015. Finalmente, Spadaro fue elegido como alcalde del Callao para el periodo municipal 2023-2026.
Como alcalde chalaco, realizó la apertura de la auxiliar de la Av. Óscar Benavides ante las obras de la Línea 2 del Metro de Lima.
En julio del 2024, Spadaro decidió formar una alianza política con el partido político Renovación Popular de Rafael López Aliaga con miras a las próximas elecciones generales del año 2026.
En setiembre de 2024, el dominical Contracorriente de Willax TV presentó el testimonio de dos denunciantes que aseguraban haber sido víctimas de acoso sexual por parte de Spadaro, uno cuando este era congresista y otro cuando ya era alcalde. Spadaro negó todo comportamiento no consentido.

## Controversias
En febrero del 2024, la Fiscalía del Callao  decidió dar inicio a una investigación a Pedro Spadaro tras ser denunciado de una presunta malversación de fondos públicos durante su gestión como alcalde de Ventanilla. Según el informe fiscal, Spadaro y José Sosa Dulanto Badiola, gerente general del Gobierno Regional del Callao, habrían utilizado la transferencia de fondos destinados a la remodelación de las losas deportivas del distrito de Ventanilla para sus campañas electorales en las elecciones municipales del año 2022.